# Overman Committee
 (mars 2025).

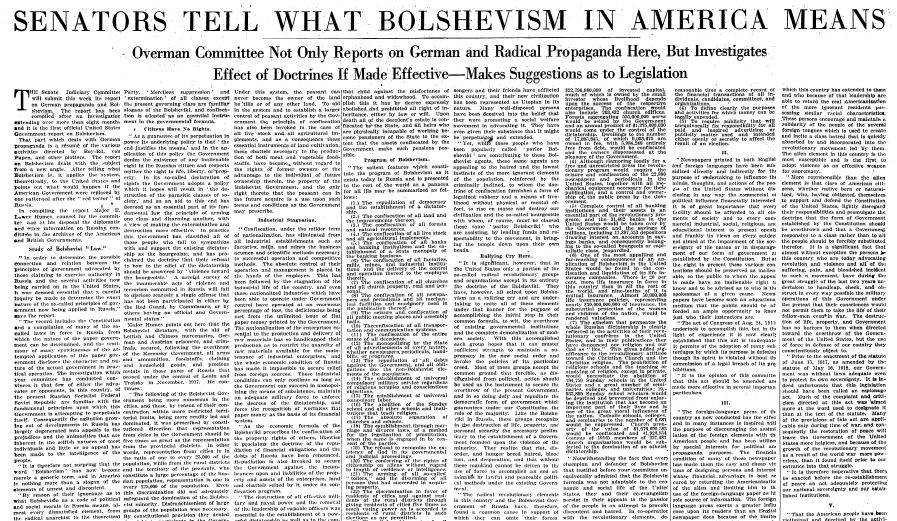
Un article du New York Times reproduisant le rapport final de l'Overman Committee.

L'Overman Committee est une commission d'enquête sur le communisme constitué en sous-comité du Sénat des États-Unis, dépendant du Comité judiciaire de la chambre haute. Composée de cinq sénateurs, elle est nommée d'après Lee Slater Overman, qui l'a présidée.

## Historique
Cette commission, établie après la révolution d'Octobre, vise à combattre la propagation du communisme aux États-Unis. En cela, elle est une précurseure de la House Un-American Activities Committee.
Ses membres ont enquêté sur le sujet entre septembre 1918 et juin 1919.

## Membres de la sous-commission
Président :
- Lee Slater Overman, sénateur de Caroline du Nord

Autres membres :
- William H. King, sénateur de l'Utah
- Josiah O. Wolcott (en), sénateur du Delaware
- Thomas Sterling, sénateur du Dakota du Sud
- Knute Nelson (en), sénateur du Minnesota.